# Rhadinotaenia picta
Rhadinotaenia picta är en skalbaggsart som beskrevs av Waterhouse 1879. Rhadinotaenia picta ingår i släktet Rhadinotaenia och familjen Cetoniidae. Utöver nominatformen finns också underarten R. p. montana.